# Der Todesritt vom Little Bighorn
Der Todesritt vom Little Bighorn (Originaltitel: The Flaming Frontier) ist ein US-amerikanischer Stummfilmwestern aus dem Jahr 1926 von Edward Sedgwick mit Hoot Gibson in der Hauptrolle.

## Handlung
Durch den Einfluss von Senator Stanwood wird der Pony-Express-Reiter Bob Langdon an der Militärakademie West Point aufgenommen. Bob verliebt sich in die Tochter des Senators, Betty. Um den Sohn des Senators, Lawrence, vor einem Skandal um eine Frau zu schützen, nimmt Bob selbst die Schuld auf sich. Aus der Militärakademie geworfen, kehrt Bob zum Kommando von General Custer zurück.
Custer wird am Little Big Horn angegriffen und Bob reitet um Hilfe. Er bringt den korrupten Indianeragenten Sam Belden vor Gericht und kehrt, nachdem sein Ruf wiederhergestellt ist, nach West Point zurück.

## Hintergrund
Am 15. Dezember 1925 wurde bekannt gegeben, dass die Dreharbeiten zu The Flaming Frontier von Universal Pictures vor Kurzem abgeschlossen wurden. In den Film seien drei Jahre Recherche und Vorbereitung geflossen, hieß es in einem Presseartikel vom 13. Februar 1926.
Am 7. April 1926 wurde angemerkt, dass sich die Geschichte ursprünglich um den Pony-Express gedreht hatte, aber während der Dreharbeiten hatte die Famous Players-Lasky Corporation The Pony Express (dt.: Der Ponnyexpress) veröffentlicht, was Universal dazu veranlasste, den Fokus des Films auf die Schlacht am Little Bighorn zu verschieben. Teilweise aufgrund von Verzögerungen und Änderungen durch den „Famous Players“-Film kostete The Flaming Frontier letztlich schätzungsweise 400.000 Dollar (2024: über 7,1 Millionen Dollar). 3.000 Indianer (Cheyenne, Sioux und andere Stämme) fungierten als Statisten bei den Nachstellungen der Schlacht, die von insgesamt 28 Kameraleuten gefilmt wurden.
Am 13. März 1926 hieß es, Dr. Hugo Riesenfeld sei beauftragt worden, die Filmmusik zusammenzustellen. Riesenfeld erhielt Unterstützung von der New York Public Library, die ihm einige der seltensten amerikanischen Musikstücke mit Melodien, die in der amerikanischen Armee der Siebzigerjahre beliebt waren, zur Verfügung stellte.
Der Kinostart des Films sollte einer der Höhepunkte der Feierlichkeiten zum 20. Jubiläum des Studiogründers Carl Laemmle und auch eine Erinnerung an den 50. Jahrestag von Custers letztem Gefecht sein. Ursprünglich war für den 25. März 1926 eine Premiere im Colony Theatre in New York geplant, sie wurde jedoch auf den Abend des 3. April 1926 verschoben. Der Premiere ging eine Privatvorführung am 17. März 1926 im Walter-Reed-Militärkrankenhaus in Washington, D.C. voraus, bei der auch General John J. Pershing als Ehrengast anwesend war.  Bei der Premiere am 3. April 1926 in New York war Brigadegeneral Edward S. Godfrey anwesend, ein echter Überlebender der Schlacht am Little Big Horn. 1927 kam der Film im Deutschen Reich und in Österreich in die Kinos.
Von dem Film ist etwa die Hälfte erhalten geblieben.

## Kritiken
Mordaunt Hall von der The New York Times befand, der Film sei nicht so inspirierend wie die Anwesenheit von General Godfrey. Wie viele Filme dieser Art habe er seine guten Seiten, seine wirkungsvollen Außenszenen und hier und da einige hervorragende Kontraste in der Reihe der Situationen.